# B.R.O
B.R.O, właśc. Jakub Birecki (ur. 24 kwietnia 1992 w Warszawie) – polski raper, piosenkarz i producent muzyczny. Piłkarz Startu Otwock i juniorskich drużyn Polonii Warszawa. Absolwent Akademii Leona Koźmińskiego.

## Kariera piłkarska
Oprócz bycia raperem chciał również zostać zawodowym piłkarzem. Jest wychowankiem Polonii Warszawa, ale barwy „Czarnych Koszul” reprezentował tylko na szczeblach juniorskich. W zrobieniu większej kariery przeszkodził mu niewielki wzrost, ponieważ Libor Pala, trener zespołu Młodej Ekstraklasy wymagał, by jego podopieczni mieli przynajmniej 180 centymetrów. Wiosną 2011 roku Birecki trafił do Startu Otwock, jednak borykający się z problemami finansowymi klub nie był w stanie zapłacić za zarejestrowanie zawodnika do rozgrywek. Ostatecznie pół roku Birecki spędził w rezerwach zespołu, a do pierwszej drużyny trafił przed sezonem 2011/2012. Po rozegraniu jednej rundy postanowił zakończyć karierę i skupić się na muzyce oraz nauce. Jakub Birecki grał zwykle na pozycji ofensywnego bądź bocznego pomocnika. Jego styl gry opierał się na wysokich umiejętnościach technicznych, szybkości i dryblingu.

## Kariera muzyczna
Raper zadebiutował w 2009 roku nielegalem Univers Story (prod. Puls). W 2011 roku ukazały się kolejne dwa wydawnictwa B.R.O – długogrający materiał Next Level oraz minialbum Next Seven.
Na początku 2012 roku raper podpisał kontrakt wydawniczy z wytwórnią Wielkie Joł należącą do rapera Tedego. Efektem był mixtape pt. Zabójcza B.R.Oń, zrealizowany we współpracy z DJ-em Tuniziano. Na płycie wydanej 29 listopada, także 2012 roku znalazło się m.in. pięć premierowych utworów rapera. Pod koniec roku muzyk rozstał się z Wielkie Joł na rzecz wytwórni Urban Rec, która zaproponowała B.R.O lepszą ofertę współpracy. Jeszcze w 2012 roku zostały opublikowane dwa teledyski zwiastujące solowy album B.R.O zrealizowane do utworów „Czego chcesz?” i „Love”.
11 stycznia 2013 roku do sprzedaży trafił pierwszy, dostępny w powszechnej sprzedaży, album rapera zatytułowany High School. Płyta wydana przez oficynę Urban Rec dotarła do 3. miejsca polskiej listy przebojów – OLiS. Wydawnictwo spotkało się z niejednoznacznym odbiorem pośród recenzentów. W ramach promocji powstały kolejne teledyski do utworów pochodzących z płyty: „Gorzka czekolada”, „Para Papa”, „Mój narkotyk”, „Wspólne niebo” oraz „Droga do celu”. 11 listopada, także 2013 roku został wydany minialbum rapera pt. MemoryLine. Materiał był promowany teledyskami do utworów „Ściany mają uszy” i „Let’s Ride 2”.
3 listopada 2014 roku wytwórnia UrbanRec wypuściła singiel „Pamiętam” otwierający drugi legalny album Next Level 2 na której znajduje się łącznie 16 utworów. 
2 czerwca 2022 roku B.R.O ogłosił, że chce nie jest tylko raperem. "Ja ze słowem „raper” przestałem się utożsamiać już jakiś czas temu, ponieważ czuję, że mówiłoby ono o mnie zdecydowanie zbyt mało." 

## Dyskografia

### Albumy
| Rok                        | Dane dot. albumu                                                              | Pozycja na liście | Sprzedaż       | Certyfikat          |
| Rok                        | Dane dot. albumu                                                              | POL               | Sprzedaż       | Certyfikat          |
| -------------------------- | ----------------------------------------------------------------------------- | ----------------- | -------------- | ------------------- |
| 2009                       | Univers Story (prod. Puls) - Data: 7 lipca 2009 - Wydawca: PROpaganda Records | –                 |                |                     |
| 2010                       | Miasto prywatne - Data: 13 maja 2010 - Wydawca: PROpaganda Records            | –                 |                |                     |
| 2011                       | Next Level - Data: 8 kwietnia 2011 - Wydawca: PROpaganda Records              | –                 |                |                     |
| 2013                       | High School - Data: 11 stycznia 2013 - Wydawca: Urban Rec                     | 3                 | - POL: 15 000+ | - ZPAV: złota płyta |
| 2015                       | Next Level 2 - Data: 12 maja 2015 - Wydawca: Urban Rec                        | 5                 |                |                     |
| 2017                       | Nowy rozdział - Data: 12 maja 2017 - Wydawca: Step Records                    | 7                 | - POL: 15 000+ | - ZPAV: złota płyta |
| 2018                       | Karmel - Data: 30 października 2018 - Wydawca: Progess Label                  | 10                |                |                     |
| 2020                       | Next Level 3 / DeLorean - Data: 20 listopada 2020 - Wydawca: Progress Label   | 7                 |                |                     |
| „–” album nie był notowany |                                                                               |                   |                |                     |

Mixtape’y
| Rok  | Dane dot. albumu                                                                     |
| ---- | ------------------------------------------------------------------------------------ |
| 2012 | Zabójcza B.R.Oń (oraz DJ Tuniziano) - Data: 29 listopada 2012 - Wydawca: Wielkie Joł |
| 2016 | Człowiek Progress - Data: 5 marca 2016 - Wydawca: wydanie własne                     |

Minialbumy
| Rok  | Dane dot. albumu                                                 |
| ---- | ---------------------------------------------------------------- |
| 2011 | Next Seven EP - Data: 6 lipca 2011 - Wydawca: PROpaganda Records |
| 2013 | MemoryLine - Data: 11 listopada 2013 - Wydawca: Urban Rec        |
| 2018 | Dr. Eams - Data: 30 listopada 2018 - Wydawca: Progress Label     |

### Single
Jako główny artysta
| Rok  | Tytuł                            | Pozycje na listach | Pozycje na listach    | Pozycje na listach | Certyfikat                 | Album              |
| Rok  | Tytuł                            | POL (airplay)      | POL (airplay nowości) | POL (airplayTV)    | Certyfikat                 | Album              |
| ---- | -------------------------------- | ------------------ | --------------------- | ------------------ | -------------------------- | ------------------ |
| 2016 | „Mówiła mi”                      |                    |                       |                    | - ZPAV: 3× platynowa płyta | Nowy rozdział      |
| 2018 | „Zimna jak lód” (gośc. Merghani) |                    |                       |                    | - ZPAV: platynowa płyta    | Karmel             |
| 2019 | „Nie będziemy przyjaciółmi”      |                    |                       |                    | - ZPAV: złota płyta        | DeLorean           |
| 2022 | „Jeszcze będzie pięknie”         | 2                  | 1                     | 4                  | - ZPAV: diamentowa płyta   | Singel niealbumowy |

Jako artysta gościnny
| Rok  | Tytuł                                                   | Pozycje na listach | Pozycje na listach    | Album              |
| Rok  | Tytuł                                                   | POL (airplay)      | POL (airplay nowości) | Album              |
| ---- | ------------------------------------------------------- | ------------------ | --------------------- | ------------------ |
| 2012 | „Dranie tak mają” (Chada; gośc. Hukos, Sitek, B.R.O)    |                    |                       | Jeden z Was        |
| 2012 | „Łatwo upaść nisko” (Wice Wersa; gośc. Grizzlee, B.R.O) |                    |                       | O niebo więcej     |
| 2014 | „Słychać aplauz (Manifest Remix)” (AdE; gośc. B.R.O)    |                    |                       | Co złego to nie ja |
| 2014 | „S.P.O.R.T.” (B.A.K.U; gośc. B.R.O)                     |                    |                       | Poznaj mnie        |
| 2020 | „Znikam” (Cleo; gośc. B.R.O)                            | 17                 | 3                     | superNOVA          |
| 2021 | "Ja To Tak Czuje" (Ekipa; gośc. B.R.O)                  |                    |                       | Sezon 3            |

## Teledyski
| Rok       | Tytuł                                                         | Reżyseria/Realizacja                      | Album            | Źródło |
| --------- | ------------------------------------------------------------- | ----------------------------------------- | ---------------- | ------ |
| 2012      | „Zabójcza broń” (oraz DJ Tuniziano, gościnnie: Tede)          | Dirt Video                                | Zabójcza B.R.Oń  | [ 49 ] |
| 2012      | „Wake Up” (oraz DJ Tuniziano)                                 | –                                         | Zabójcza B.R.Oń  | [ 50 ] |
| 2012      | „Mów co chcesz” (oraz DJ Tuniziano)                           | –                                         | Zabójcza B.R.Oń  | [ 51 ] |
| 2012      | „Czego chcesz?”                                               | Svideo                                    | High School      | [ 9 ]  |
| 2012      | „Love”                                                        | Smoła Studio                              | High School      | [ 10 ] |
| 2013      | „Gorzka czekolada”                                            | Bassmedia                                 | High School      | [ 15 ] |
| 2013      | „Para Papa”                                                   | –                                         | High School      | [ 16 ] |
| 2013      | „Mój narkotyk”                                                | Dirt Video                                | High School      | [ 17 ] |
| 2013      | „Wspólne niebo”                                               | Smoła Studio                              | High School      | [ 18 ] |
| 2013      | „Droga do celu” (gościnnie: Grizzlee)                         | Smoła Studio                              | High School      | [ 19 ] |
| 2014      | „#Hot16Challenge”                                             | –                                         | –                | [ 52 ] |
| 2014      | „Ściany mają uszy”                                            | Evil Eye Studio                           | Memory Line (EP) | [ 21 ] |
| 2014      | „Let’s Ride 2”                                                | Krystian Nowakowski, Bragga Entertainment | Memory Line (EP) | [ 22 ] |
| 2014      | „Róża”                                                        | ZGF                                       | –                | [ 53 ] |
| 2015      | „Infinitvm”                                                   | Weronika Samulska, Jakub Birecki          | Next Level 2     | [ 54 ] |
| 2015      | „Perpetuum Mobile”                                            | Krystian Nowakowski, Bragga Entertainment | Next Level 2     | [ 55 ] |
| 2015      | „Winda”                                                       | Distort Media                             | Next Level 2     | [ 56 ] |
| 2015      | „Karma” (gościnnie: Bezczel)                                  | ZGF                                       | Next Level 2     | [ 57 ] |
| 2018      | „Nie Zdradzę”                                                 | Klaudia Wingert, Mateusz Kwiatkowski      | Karmel           | [ 58 ] |
| 2020      | "Zapamiętaj Mnie"                                             | –                                         | NL3              |        |
| 2020      | "SOS"                                                         | –                                         | DeLorean         |        |
| 2021      | "Pierwszy Raz"                                                | Wavee Group                               |                  |        |
| 2022      | "Jeszcze Będzie Pięknie                                       | Lemon Sniff                               |                  |        |
| 2022      | "Melanżowy Tryb"                                              | Lemon Sniff                               |                  |        |
| 2023      | "Dziewczyny Lubią Tańczyć"                                    |                                           |                  |        |
| 2024      | "Pośrodku"                                                    | MZQ Media                                 |                  |        |
| 2024      | "Bilet"                                                       |                                           |                  |        |
| 2024      | "Łatwopalny"                                                  |                                           |                  |        |
| 2025      | "Byłem Raperem"                                               | Fillo.wav                                 |                  |        |
| 2025      | "Gdzie Teraz Jesteś"                                          | Fillo.wav                                 |                  |        |
| 2025      | "Aperol"                                                      | Fillo.wav                                 |                  |        |
| Gościnnie |                                                               |                                           |                  |        |
| 2012      | „Łatwo upaść nisko” – Wice Wersa(gościnnie: Grizzulah, B.R.O) | Dirt Video                                | O niebo więcej   | [ 59 ] |
| 2013      | „Solo” – Tusz Na Rękach (gościnnie: Alex, B.R.O)              | Michał Wilczek                            | W brzuchu bestii | [ 60 ] |